# Жугдердемідійн Гуррагча
Жугдердемідійн Гуррагча́ (монг. Жүгдэрдэмидийн Гүррагчаа) (згодом прийняв ім'я Гуррагча Сансар; нар. 5 грудня 1947) — космонавт-дослідник космічного корабля (КК) «Союз-39» і орбітального науково-дослідного комплексу орбітальна станція «Салют-6» — КК «Союз Т-4» — КК «Союз-39»; перший космонавт Монгольської Народної Республіки (МНР).
Міністр оборони Монголії (2000—2004).

## До польоту
Народився 5 грудня 1947 року селищі Радсчант сомона Гурван-булак Булганського аймака МНР. Монгол. Член Монгольської народно-революційної партії (МНРП) з 1979 року. Після закінчення середньої школи навчався в сільськогосподарському інституті в столиці МНР місті Улан-Баторі.
У МНА з 1968 року. У 1971 році направлений на навчання в Радянський Союз — в школу молодших авіаційних фахівців, яку закінчив в 1972 році, а потім продовжив військову службу в частинах МНА. У 1977 році, після закінчення Військово-повітряної інженерної академію імені Н. Е. Жуковского Ж. Гуррагча служив інженером по авіаційному устаткуванню в окремій авіаційній ескадрильї МНА.
У 1978 році рішенням спеціальної комісії Ж. Гуррагча був відібраний одним з двох кандидатів від МНР для космічного польоту за програмою співпраці соціалістичних країн «Інтеркосмос», і в березні того ж року почав підготовку до польоту в центрі підготовки космонавтів імені Ю. А. Гагаріна. Пройшов повний курс підготовки до польотів на космічних кораблях типа «Союз» і орбітальній станції (ОС) «Салют-6».

## Політ
Космічний політ зробив з 22 по 30 березня 1981 року як космонавт-дослідник на КК «Союз-39» (командир екіпажа В. А. Джанибеков) і орбітальному науково-дослідному комплексі ОС «Салют-6» — КК «Союз Т-4», де працював екіпаж основної експедиції у складі командира В. В. Коваленка і бортінженера В. П. Савіних.

## Після польоту
Після повернення на батьківщину перший монгольський космонавт був призначений заступником завідувача адміністративним відділом ЦК МНРП, пропрацювавши на цій посаді до 1989 року.
У 1984 році Ж. Гуррагчі присвоєно військове звання генерал-майора МНА.
У подальші роки Гуррагча був одним з керівників національної космічної програми, займав пост міністра оборони МНР (2000—2004). У 1997, після того, як в Монголії були офіційно дозволені кланові імена, Гуррагча прийняв кланове ім'я Сансар — це слово по-монгольські означає «космос».
З березня 2005 року — депутат Великого державного хуралу Монголії від МНРП.
Живе в Улан-Баторі.

## Нагороди
Указом Президії Верховної Ради СРСР від 30 березня 1981 року за успішне здійснення міжнародного космічного польоту і проявлені при цьому мужність і героїзм громадянинові МНР Жугдердемидийну Гуррагчі присвоєне звання Героя Радянського Союзу з врученням ордена Леніна і медалі «Золота Зірка» (№ 11454). Нагороджений орденом Леніна, монгольським орденом Сухе-Батора, медалями.
Герой Монгольської Народної Республіки.